# スイレン目
|  | アムボレラ目 スイレン目 アウストロバイレヤ目 センリョウ目 カネラ目 コショウ目 クスノキ目 モクレン目 ショウブ目 オモダカ目 ヤマノイモ目 タコノキ目 ユリ目 キジカクシ目 ダシポゴン科 ヤシ目 イネ目 ツユクサ目 ショウガ目 マツモ目 キンポウゲ目 アワブキ科 ヤマモガシ目 ツゲ目 ヤマグルマ目 グンネラ目 ハマビシ目 ニシキギ目 キントラノオ目 カタバミ目 マメ目 バラ目 ウリ目 ブナ目 フウロソウ目 フトモモ目 クロッソソマ目 ムクロジ目 フエルテア目 アブラナ目 アオイ目 ブドウ目 ユキノシタ目 ビワモドキ科 ベルベリドプシス目 ビャクダン目 ナデシコ目 ミズキ目 ツツジ目 ガリア目 リンドウ目 シソ目 ナス目 モチノキ目 セリ目 キク目 マツムシソウ目 |

スイレン目（スイレンもく、学名: Nymphaeales）は被子植物の目の1つであり、スイレン科（スイレン属、コウホネ属、オオオニバス属など）、ハゴロモモ科（ジュンサイなど）、ヒダテラ科の3科、約80種が含まれる（図1）。全て水草であり、沈水植物、浮葉植物または抽水植物である（下図2）。現生被子植物の中では、アンボレラ目に次いで2番目に他と分かれた植物群であると考えられている。

## 特徴
スイレン目に属する植物は、地下茎をもつ水生の草本である。水底の地下茎から葉を生じるものが多いが、ハゴロモモ科は地下茎から水中に伸びる茎に葉がつく（下図2a）。維管束形成層による二次成長を行う種はいない。表皮は皮層の外層に由来する。維管束は厚壁組織を伴わない。しばしば通気組織をもつ。幼根は消失し、地下茎から生じた不定根が発達する。また菌根を欠く。茎中の維管束はふつう散在している。葉はふつう互生で螺生する（ハゴロモモ属の沈水葉は対生または輪生）。葉はふつう広葉であるが、ヒダテラ科は線状の細長い葉をもつ（図1b）。気孔はふつう不規則型。
花の形態はグループによって大きく異なる。ヒダテラ科の花は花被を欠き、雄花は1個の雄しべ、雌花は1個の雌しべのみからなる（下図2d）。ハゴロモモ科の花は基本的に3数性であり、離生心皮（複数の雌しべ）をもつ（下図2e）。一方、スイレン属（スイレン科）の花は大きく、多数の花弁と雄しべがしばしばらせん状についており、合生心皮をもつ（下図2f）。花粉は基本的に単溝粒。胚嚢は4核4細胞性（1個の卵細胞、2個の助細胞、1個の1核中央細胞）。胚乳（内乳）形成の最初の分裂は横分裂。種子は蓋をもつ。成熟した種子では内乳は退化し、デンプンを含んだ周乳（胚珠において胚嚢内ではなくそれを囲む珠心に養分が貯蔵された構造）が発達する。種子中の胚は合着した子葉をもつ。子葉は地下性。
スイレン目に属する種は、基本的に全て淡水産の水生植物であり、多くは多年生、一部は一年生の沈水植物、浮葉植物、または抽水植物であるが、水にはつかっていない湿地に生育することもある。

## 系統と分類

### 系統
20世紀末以降の分子系統学的研究により、スイレン目は現生被子植物の中で極めて初期の頃に他と別れたグループであることが示されている。2020年現在では、現生被子植物の中でアンボレラ目が最初に分岐し、次にスイレン目が分岐したとする仮説が示されることが多い（下図3a）。一方、アンボレラ目とスイレン目が単系統群を形成し、これが現生被子植物の中で最初に分岐したとする仮説が示されることもある（下図3b）。
|  | スイレン目                                                                |
|  |                                                                           |
|  | \| \| アウストロバイレヤ目 \| \| \| \| \| \| その他の被子植物 \| \| \| \| |
|  |                                                                           |
|  | アウストロバイレヤ目                                                      |
|  |                                                                           |
|  | その他の被子植物                                                          |
|  |                                                                           |

|  | アウストロバイレヤ目 |
|  |                      |
|  | その他の被子植物     |
|  |                      |

|  | スイレン目                                                                |
|  |                                                                           |
|  | \| \| アウストロバイレヤ目 \| \| \| \| \| \| その他の被子植物 \| \| \| \| |
|  |                                                                           |
|  | アウストロバイレヤ目                                                      |
|  |                                                                           |
|  | その他の被子植物                                                          |
|  |                                                                           |

|  | アウストロバイレヤ目 |
|  |                      |
|  | その他の被子植物     |
|  |                      |

|  | スイレン目                                                                |
|  |                                                                           |
|  | \| \| アウストロバイレヤ目 \| \| \| \| \| \| その他の被子植物 \| \| \| \| |
|  |                                                                           |
|  | アウストロバイレヤ目                                                      |
|  |                                                                           |
|  | その他の被子植物                                                          |
|  |                                                                           |

|  | アウストロバイレヤ目 |
|  |                      |
|  | その他の被子植物     |
|  |                      |

|  | スイレン目                                                                |
|  |                                                                           |
|  | \| \| アウストロバイレヤ目 \| \| \| \| \| \| その他の被子植物 \| \| \| \| |
|  |                                                                           |
|  | アウストロバイレヤ目                                                      |
|  |                                                                           |
|  | その他の被子植物                                                          |
|  |                                                                           |

|  | アウストロバイレヤ目 |
|  |                      |
|  | その他の被子植物     |
|  |                      |

|  | スイレン目                                                                |
|  |                                                                           |
|  | \| \| アウストロバイレヤ目 \| \| \| \| \| \| その他の被子植物 \| \| \| \| |
|  |                                                                           |
|  | アウストロバイレヤ目                                                      |
|  |                                                                           |
|  | その他の被子植物                                                          |
|  |                                                                           |

|  | アウストロバイレヤ目 |
|  |                      |
|  | その他の被子植物     |
|  |                      |

|  | スイレン目                                                                |
|  |                                                                           |
|  | \| \| アウストロバイレヤ目 \| \| \| \| \| \| その他の被子植物 \| \| \| \| |
|  |                                                                           |
|  | アウストロバイレヤ目                                                      |
|  |                                                                           |
|  | その他の被子植物                                                          |
|  |                                                                           |

|  | アウストロバイレヤ目 |
|  |                      |
|  | その他の被子植物     |
|  |                      |

|  | スイレン目                                                                |
|  |                                                                           |
|  | \| \| アウストロバイレヤ目 \| \| \| \| \| \| その他の被子植物 \| \| \| \| |
|  |                                                                           |
|  | アウストロバイレヤ目                                                      |
|  |                                                                           |
|  | その他の被子植物                                                          |
|  |                                                                           |

|  | アウストロバイレヤ目 |
|  |                      |
|  | その他の被子植物     |
|  |                      |

|  | スイレン目                                                                |
|  |                                                                           |
|  | \| \| アウストロバイレヤ目 \| \| \| \| \| \| その他の被子植物 \| \| \| \| |
|  |                                                                           |
|  | アウストロバイレヤ目                                                      |
|  |                                                                           |
|  | その他の被子植物                                                          |
|  |                                                                           |

|  | アウストロバイレヤ目 |
|  |                      |
|  | その他の被子植物     |
|  |                      |

|  | アンボレラ目 |
|  |              |
|  | スイレン目   |
|  |              |

|  | アウストロバイレヤ目 |
|  |                      |
|  | その他の被子植物     |
|  |                      |

|  | アンボレラ目 |
|  |              |
|  | スイレン目   |
|  |              |

|  | アウストロバイレヤ目 |
|  |                      |
|  | その他の被子植物     |
|  |                      |

|  | アンボレラ目 |
|  |              |
|  | スイレン目   |
|  |              |

|  | アウストロバイレヤ目 |
|  |                      |
|  | その他の被子植物     |
|  |                      |

|  | アンボレラ目 |
|  |              |
|  | スイレン目   |
|  |              |

|  | アウストロバイレヤ目 |
|  |                      |
|  | その他の被子植物     |
|  |                      |

|  | アンボレラ目 |
|  |              |
|  | スイレン目   |
|  |              |

|  | アウストロバイレヤ目 |
|  |                      |
|  | その他の被子植物     |
|  |                      |

|  | アンボレラ目 |
|  |              |
|  | スイレン目   |
|  |              |

|  | アウストロバイレヤ目 |
|  |                      |
|  | その他の被子植物     |
|  |                      |

|  | アンボレラ目 |
|  |              |
|  | スイレン目   |
|  |              |

|  | アウストロバイレヤ目 |
|  |                      |
|  | その他の被子植物     |
|  |                      |

|  | アンボレラ目 |
|  |              |
|  | スイレン目   |
|  |              |

|  | アウストロバイレヤ目 |
|  |                      |
|  | その他の被子植物     |
|  |                      |

### 分類
20世紀後半に一般的であった植物の分類体系である新エングラー体系では、スイレン科は、その花の特徴などからキンポウゲ目に分類されていた（下表1）。その後に一般的となったクロンキスト体系では、スイレン科はスイレン目に分類されるようになった（下表）。新エングラー体系では、ハス科やハゴロモモ科の植物はスイレン科に分類されていたが、クロンキスト体系ではこれらの植物はそれぞれ独立の科とされたが、スイレン科と同様にスイレン目に分類されていた（下表1）。また同じ水生植物であるマツモ科もスイレン目に含められていた（下表1）。
| 科           | 新エングラー体系 | クロンキスト体系 | APG体系（APG III） |
| マツモ科     | キンポウゲ目     | スイレン目       | マツモ目           |
| ハス科       | キンポウゲ目     | スイレン目       | ヤマモガシ目       |
| スイレン科   | キンポウゲ目     | スイレン目       | スイレン目         |
| ハゴロモモ科 | キンポウゲ目     | スイレン目       | スイレン目         |
| ヒダテラ科   | ツユクサ目       | ヒダテラ目       | スイレン目         |

やがて20世紀末頃からの分子系統学的研究により、被子植物の分類体系は大きく変動した。スイレン科とハゴロモモ科は近縁であることが確認され、ともにスイレン目に分類されている（上表1）。マツモ科も被子植物の初期分岐群の1つであることが示されたが、スイレン科との近縁性は支持されず、スイレン目からは除かれた。またハス科もスイレン科とは縁遠く、真正双子葉類に含まれることが明らかとなり、スイレン目からは除かれた。
一方、ヒダテラ類はその形態から、単子葉植物に分類されていた。しかしその分類学的位置は一定せず、新エングラー体系ではツユクサ目のカツマダソウ科（現サンアソウ科）に分類されていたが、クロンキスト体系では独立のヒダテラ目、ヒダテラ科とされた（上表1）。しかし21世紀になってからの分子系統学的研究によって、ヒダテラ科はスイレン科やハゴロモモ科に近縁であることが示され、スイレン目に分類されるようになった（上表1）。
以上の経緯を経て、スイレン目にはヒダテラ科、ハゴロモモ科、スイレン科の3科が含まれるようになり、8属80種ほどが知られる（下表2）。スイレン目の中ではヒダテラ科が最初に分岐し、ハゴロモモ科とスイレン科が姉妹群であることが示されている（図4）。
表2. スイレン目の分類体系
- スイレン目　Nymphaeales Salisb. ex Bercht. & J.Presl (1820)
  - ヒダテラ科 Hydatellaceae U.Hamann (1976)[13]
イネ科のように細長い葉が叢生している[2][4]。花は花被を欠き、1個の雄しべまたは1個の雌しべのみからなる。
1属約14種（Trithuria）
  - ハゴロモモ科 Cabombaceae Rich. ex A. Rich. (1822)[14]
地下茎から水中に茎が伸び、ここから葉が生じる[2][3]。花は同花被花（萼片と花弁が分化していない）であり、3数性、離生心皮（複数の雌しべ）をもつ。
2属約6種（ジュンサイ属、ハゴロモモ属）
  - スイレン科 Nymphaeaceae Salisb. (1805)[15]
地下茎から葉が生じている[2][3]。4–6枚の萼片と多数の花弁、雄しべをもち、多数の心皮が合着して1個の雌しべを構成している。
5属約60種[注 4]（コウホネ属、バルクラヤ属、スイレン属、オニバス属、オオオニバス属）